# برنس هال
برنس هال (بالإنجليزية: Prince Hall) هو مدافع عن الحقوق المدنية أمريكي، ولد في 1735، وتوفي في 1807 في بوسطن في الولايات المتحدة.